# 阿讷莱岛
阿讷莱岛（羅馬化：Aṉalaitīvu，僧伽羅語： Annaladūva）是一个位于斯里兰卡北部贾夫纳半岛之外的岛屿，面积约为4.82平方（1.86平方英里），距离北部省首府贾夫纳大约25（16英里）。在荷兰统治时期，该岛屿被称为鹿特丹（Rotterdam）。

## 区域
阿讷莱岛被分为两个村级管理区域，即阿讷莱岛北区和阿讷莱岛南区，在2012年的斯里兰卡人口普查中，阿讷莱岛共有1,781名居民。阿讷莱岛共有7个定居点。岛上有许多印度教的寺庙和一些教堂。

## 交通
该岛没有建设连接到斯里兰卡本岛或其他岛屿的堤道，但邻岛韦勒奈岛的凯茨提供有轮渡服务。